# Arlene et Ada Tai
 (décembre 2010).
Si vous disposez d'ouvrages ou d'articles de référence ou si vous connaissez des sites web de qualité traitant du thème abordé ici, merci de compléter l'article en donnant les références utiles à sa vérifiabilité et en les liant à la section « Notes et références ».
Arlene et Ada Tai sont deux sœurs jumelles actrices, scénaristes et productrices chinoises surtout connues pour leurs rôles dans Big Fish de Tim Burton.

## Filmographie d'Arlene Tai

### Actrice
- 1994 : Ed Wood : amie de Vampira
- 1998 : Rush Hour : agent de bord
- 2000 : JAG (saison 5, épisode 16) : top model chinoise
- 2000 : Rock, Paper, Scissors : Ava
- 2002 : Shui Hen : Shui Hen
- 2003 :  Big Fish : Jing, l'une des sœurs siamoises
- 2005 : Urgences (saison 11, épisode 11) : Miss Tobel
- 2007 : Painkiller Jane (saison 1, épisode 21) : Abby

### Productrice
- 2000 : Rock, Paper, Scissors

### Scénariste
- 2000 : Rock, Paper, Scissors

## Filmographie d'Ada Tai

### Actrice
- 1994 : Ed Wood : amie de Vampira
- 1998 : Rush Hour : agent de bord
- 2000 : JAG (saison 5, épisode 16) : top model chinoise
- 2000 : Rock, Paper, Scissors : Audrey
- 2000 : Boys Life 3 : vendeuse de lunettes de soleil
- 2003 :  Big Fish : Ping, l'une des sœurs siamoises
- 2006 : Cattle Call : Mei Ling
- 2007 : Painkiller Jane (saison 1, épisode 21) : Sarah Rogers

### Productrice
- 2000 : Rock, Paper, Scissors

### Scénariste
- 2000 : Rock, Paper, Scissors